# Томас Арнолд
Томас Арнолд (на английски: Thomas Arnold) е английски педагог, историк и общественик.

## Биография
Роден е на 13 юни 1795 година в Уест Каус на остров Уайт в семейството на митнически чиновник. Завършва Оксфордския университет, където започва да преподава.
От 1828 до 1841 година ръководи Училището „Ръгби“, където провежда редица реформи в преподаването, превърнали го в модел за обществените училища в страната. По-късни автори, най-вече Пиер дьо Кубертен, приписват на Арнолд въвеждането на спорта като важен елемент от учебната програма. Арнолд е и един от основоположниците на англиканското движение за Широка църква.
Томас Арнолд умира на 12 юни 1842 година в Ръгби.